# Championnat du Rwanda de football 2021-2022
Navigation
Saison précédente Saison suivante
La saison 2021-2022 du Championnat du Rwanda de football est la soixante-et-onzième édition du championnat de première division au Rwanda. Les seize meilleures équipes du pays sont regroupées au sein d’une poule unique où elles s’affrontent deux fois au cours de la saison, à domicile et à l’extérieur. En fin de saison, les deux derniers du classement sont relégués et remplacés par les deux meilleurs clubs de deuxième division.
Le club Armée patriotique rwandaise Football Club remporte son troisième titre de champion successif.

## Qualifications continentales
Le champion du Rwanda se qualifie pour la Ligue des champions de la CAF 2022-2023 tandis que le vainqueur de la Coupe du Rwanda obtient son billet pour la Coupe de la confédération 2022-2023.

## Déroulement de la saison
Après le championnat précédent perturbé à cause de la pandémie de Covid-19, le nouveau championnat revient au format normal. Le championnat commence le 30 octobre 2021 et s'achève le 30 mars 2022. 
Le 30 janvier 2022, la rencontre APR FC contre Mukura Victory Sports FC doit être interrompue à cause de fortes pluies, le score est de 0 à 1 pour les visiteurs au moment de l'abandon. La deuxième mi-temps est jouée le 1er février 2022, le score ne changera pas et Mukura inflige la seule défaite lors des matchs allers au champion en titre.

## Les clubs participants
- APR FC
- Rayon Sports FC
- Police FC
- Kiyovu Sports Association
- Mukura Victory Sports FC
- AS Kigali
- Rutsiro FC
- Bugesera FC
- Espoir FC
- Musanze FC
- Gasogi United
- Marines FC
- Gorilla FC - Promu de D2
- Etincelles FC
- Étoile de l'Est FC - Promu de D2
- Gicumbi FC - Promu de D2

## Compétition
Le barème utilisé pour établir le classement est le suivant :
- Victoire : 3 points
- Match nul : 1 point
- Défaite : 0 point

### Classement
| Rang | Équipe                    | Pts | J  | G  | N  | P  | Bp | Bc | Diff |
| ---- | ------------------------- | --- | -- | -- | -- | -- | -- | -- | ---- |
| 1    | APR FC T                  | 66  | 30 | 20 | 6  | 4  | 42 | 18 | +24  |
| 2    | Kiyovu Sports Association | 65  | 30 | 19 | 8  | 3  | 40 | 16 | +24  |
| 3    | AS Kigali                 | 49  | 30 | 12 | 13 | 5  | 43 | 27 | +16  |
| 4    | Rayon Sports FC           | 48  | 30 | 12 | 12 | 6  | 33 | 28 | +5   |
| 5    | Mukura Victory Sports FC  | 47  | 30 | 12 | 11 | 7  | 32 | 23 | +9   |
| 6    | Musanze FC                | 40  | 30 | 10 | 10 | 10 | 32 | 28 | +4   |
| 7    | Police FC                 | 40  | 30 | 10 | 10 | 10 | 36 | 33 | +3   |
| 8    | Bugesera FC               | 37  | 30 | 9  | 10 | 11 | 33 | 33 | 0    |
| 9    | Marines FC                | 37  | 30 | 10 | 7  | 13 | 34 | 42 | -8   |
| 10   | Espoir FC                 | 35  | 30 | 8  | 11 | 11 | 27 | 35 | -8   |
| 11   | Gasogi United             | 34  | 30 | 9  | 11 | 13 | 31 | 35 | -4   |
| 12   | Etincelles FC             | 34  | 30 | 8  | 8  | 14 | 29 | 38 | -9   |
| 13   | Gorilla FC                | 33  | 30 | 8  | 9  | 13 | 33 | 33 | 0    |
| 14   | Rutsiro FC                | 32  | 30 | 7  | 11 | 12 | 24 | 34 | -10  |
| 15   | Étoile de l'Est FC P      | 28  | 30 | 6  | 10 | 14 | 25 | 44 | -19  |
| 16   | Gicumbi FC P              | 18  | 30 | 2  | 12 | 16 | 16 | 43 | -27  |

|  | Qualification pour la Ligue des champions de la CAF 2022-2023 |
|  | Qualification pour la Coupe de la confédération 2022-2023     |
|  | Relégation en deuxième division                               |
|  | T : Tenant du titre P : Promu de D2                           |

## Prix de la saison[3]
- Meilleur entraîneur : Mohammed Adil Erradi (APR FC)
- Meilleur joueur : Abedi Bigirimana (Kiyovu Sports)
- Meilleur jeune : Clément Niyigena (Rayon Sports)

## Bilan de la saison
| Championnat du Rwanda de football 2021-2022 |                    |
| Champion                                    | APR FC (20e titre) |
| Coupes et trophées                          |                    |
| Vainqueur de la Coupe du Rwanda 2021-2022   | AS Kigali          |
| Qualifications continentales                |                    |
| Ligue des champions de la CAF 2022-2023     | APR FC             |
| Coupe de la confédération 2022-2023         | AS Kigali          |
| Promotions et relégations                   |                    |
| Promus en Première division                 | Rwamagana City     |
| Promus en Première division                 | Sunrise            |
| Relégués en Deuxième division               | Étoile de l'Est FC |
| Relégués en Deuxième division               | Gicumbi FC         |